# Gwagged annwn
Gwagged annwn est une fée lacustre du Pays de Galles, qui représente la quête éternelle de l'amour.